# Ali Belghazi
Ali Belghazi, né le 22 septembre 1962 à Orléansville en Algérie, est un athlète français, spécialiste du 3 000 mètres steeple. Il a couru sous les couleurs de l'Algérie jusqu'en 1993. Il est issu d’une grande famille de sportif notamment ses 2 neveux. Le premier, Samir Belghazi a fait carrière dans le basket en 3ème division nationale et le second, Rayan Belghazi a lui évolué au MHB (handball) au niveau prénational.

## Biographie
Il est sacré champion de France du 3 000 m steeple en 1994 à Annecy.